# Panaietis incamerata
Panaietis incamerata is een eenoogkreeftjessoort uit de familie van de Anthessiidae. De wetenschappelijke naam van de soort is voor het eerst geldig gepubliceerd in 1900 door Stebbing.